# Saint-Uniac
Saint-Uniac (bret. Sant-Tewiniav) – miejscowość i gmina we Francji, w regionie Bretania, w departamencie Ille-et-Vilaine.
Według danych na rok 1990 gminę zamieszkiwały 344 osoby, a gęstość zaludnienia wynosiła 50 osób/km² (wśród 1269 gmin Bretanii Saint-Uniac plasuje się na 922. miejscu pod względem liczby ludności, natomiast pod względem powierzchni na miejscu 953.).